# الکساندر اسمیرنوف (بازیکن فوتبال، زاده ۱۹۸۰)
الکساندر اسمیرنوف (روسی: Александр Владимирович Смирнов؛ زادهٔ ۲۱ ژوئیهٔ ۱۹۸۰) بازیکن فوتبال اهل روسیه است.